# Antonello Silverini
Antonello Silverini (Roma, 21 agosto 1966) è un illustratore italiano.
È il primo illustratore insignito del premio MAM – Maestro d’Arte e Mestiere 2016, è uno degli illustratori di punta de “La Lettura”, l’inserto culturale del Corriere della Sera. Collabora inoltre con Il Sole 24 Ore,  la Repubblica, Panorama, L’Espresso, The Boston Globe, The Economist e The Washington Post . Ha realizzato le copertine per i romanzi di Ian McEwan per Einaudi e quelle di Philip K. Dick per Fanucci. Sua è l’immagine del Festival internazionale del film di Roma 2012.
Nel 2017 Il Prof Carmelo Occhipinti ha dedicato alla sua opera il volume "Antonello Silverini. Quello che si vede" inserito nella collana Monografie di Horti Hesperidum, pubblicato sotto il patrocinio del Dipartimento di Studi letterari, filosofici e di storia dell'arte dell'Università degli studi di Roma "Tor Vergata".

## Biografia
Ancora studente disegna più di un anno di copertine della rivista Lanciostory e Skorpio per Eura Edizioni nei primi anni novanta.
Da sempre appassionato di cinema, di pittura e di narrativa, prosegue nell'ambito dell'illustrazione e della comunicazione pubblicitaria lavorando con agenzie nazionali e internazionali fra cui Saatchi & Saatchi, Publicis, TBWA, McCann Erickson, Young & Rubicam, J. Walter Thompson, Bates, Dentsu, Gruppo Armando Testa, Ogilvy & Mather, Baldassarre Carpi Vitelli, Studio Ponzano/ Art&vertising, Proxima, Yes I am. 
Nel 2002 i suoi lavori sono inseriti nel venticinquesimo annuario American Showcase 25. 
Il suo ingresso nel mondo della carta stampata è avvenuto nel 2005 col Sole 24 ore e La Repubblica. Nello stesso anno vince il premio Accademia Pictor di Torino e nel 2006 il premio Zavrel.
I suoi lavori sono stati selezionati per il Lürzer's Archive Special the 200 Best Illustrators worldwide nel 2007.
Da quando La Lettura l'inserto domenicale del Corriere della Sera, è stato rifondato, Silverini è diventato uno dei suoi illustratori di punta.
Nel 2012 firma il manifesto della Festa del Cinema di Roma e collabora alla realizzazione della campagna pubblicitaria del festival, con la produzione di un’animazione.
Nel 2007 Fanucci Editore gli affida le copertine dei romanzi di Philip Dick per la celebrazione del suo 25º anniversario.In seguito illustrerà anche le copertine per i romanzi del Nobel per la letteratura Doris Lessing. 
In mostra al 66º Festival di Cannes (Festival di Cannes 2013) la sua locandina per Ophelia, il cortometraggio di Annarita Zambrano in concorso per la Palma d’Oro.
La Galleria romana Rosso20sette Arte Contemporanea ospita nel 2014 la personale “Fuori dal quotidiano”. Il catalogo, realizzato in due diverse edizioni ha la prefazione di Vincenzo Mollica e numerosi interventi fra cui quelli di Gianni De Conno, Adriano Attus e Sergio Fanucci. 
Nel 2015 la casa Editrice Einaudi nel progetto di restyling grafico della collana Super ET gli affida le copertine dei romanzi del pluripremiato Ian McEwan.
Ascanio Celestini sceglie il suo lavoro per la locandina del film Viva la Sposa presentato nel 2015 alla Mostra internazionale d'arte cinematografica di Venezia
Entra nel 2016 a far parte de “Le eccellenze creative del fumetto e dell'illustrazione di Roma e Lazio” Il volume di cui la Regione ha curato la stesura in collaborazione con professionisti del settore, è stato presentato per la prima volta al Festival international de la bande dessinée d’Angouléme.

## Premi e riconoscimenti
- 2002 - American Showcase 25
- 2004 - “Teatrio” Chioggia – Terzo premio
- 2005 - Accademia Pictor di Torino – Primo premio
- 2006 - Premio Zavrel – Primo premio
- 2006 - "Bollicine d'Artista" – Secondo
- 2006 - “Teatrio” Chioggia – Terzo premio
- 2007 - Lürzer's Archive Special the 200 Best Illustrators Worldwide
- 2011 - Selezionato - Master Cup International Cartoon and Illustration Biennial[15] – Cina
- 2012 - Selezionato - Kyoto International Cartoon Exhibition – Giappone
- 2016 – MAM – Maestro d’Arte e Mestiere - Fondazione Cologni - Milano

## Mostre
- 2007 - Venice Design Art Gallery - Venezia
- 2008 - Illustrabilia '08 - Padova[16]
- 2008 - 25 anniversario Philip Dick - Libreria Fanucci - Roma
- 2009 - Galleria 105 Art - Roma[17]
- 2014 – Fuori dal Quotidiano - Rosso20sette Arte Contemporanea – Roma
- 2014 - Aiuto mi sono perso - Tapirulan - Cremona[18]
- 2016 - 33T - Tapirulan - Cremona[19]
- 2015 – Ruvidezze – Catravetra - Firenze[20]
- 2016 – Quello che si vede - Villa Reale[21]
- 2017 - Il Colore delle Parole - La Triennale - Milano[22]
- 2019 - Nello spazio e nel tempo - Palazzo del Monte di Pietà - Forlì[23]
- 2020 - "RODARIANA" La Fantasia non è un lupo cattivo - Morano Calabro/ Castrovillari

## Docenze
- 2008 - Illustrazione e creatività - LUISS University di Rome
- Illustrazione editoriale - Artelier (Padova) - Accademia di Belle Arti di Frosinone - Scuola Internazionale di Comics di Reggio Emilia - Illustramente (Palermo) editoriale - MiMaster – (Milano) - Officina B5 – (Roma) – B17 Illustrations (Roma) Illustrazione editoriale - ArtLab – *Linguaggi dell’arte grafica Università di Tor Vergata e Accademia di Belle Arti di Roma